# Skutek uboczny (medycyna)
Skutek uboczny, efekt uboczny – działanie leku lub procedury medycznej inne niż oczekiwane lub zamierzone.
Zwykle przez skutki uboczne rozumie się niepożądane działanie leku, choć z samego wyrażenia takie znaczenie wprost nie wynika. Zdarza się, że są one korzystne, jak w przypadku Viagry, czy tabletek antykoncepcyjnych.